# Некрасов, Михаил Яковлевич
Михаил Яковлевич Некрасов (1906—?) — советский военачальник, полковник (14 ноября 1942).

## Биография
Родился 19 сентября 1906 года в деревне Верховье Тверской губернии. Русский.
Член ВКП(б), в Красной армии — с октября 1928 по сентябрь 1930 года (по спецнабору Московского комитета ВКП(б)) и с мая 1932 года. Окончил полковую школу 48-го артиллерийского полка 48-й стрелковой дивизии Московского военного округа в городе Калинине в 1929 году, Одесское артиллерийское училище им. М. В. Фрунзе в 1934 году, два курса Ленинградского вечернего отделения Военной академии РККА им. М. В. Фрунзе (1941) и Высшие курсы при Артиллерийской академии им. Ф. Э. Дзержинского (1951).
В мае 1932 года Некрасов поступил в Одесское артиллерийское училище и по его окончании оставлен в нём — проходил службу командиром взвода, батареи, секретарем партийного бюро, командиром дивизиона курсантов. В ноябре 1938 года старший лейтенант М. Я. Некрасов был переведен в 3-е Ленинградское артиллерийское училище и одновременно учился на Ленинградском вечернем отделении Военной академии РККА, которую не окончил из-за начавшейся Великой Отечественной войны.
В войну капитан М. Я. Некрасов был направлен на формирование 1-й Ленинградской стрелковой дивизии народного ополчения. С 3 июля 1941 года исполнял должность начальника штаба, а с 12 августа — командира 1-го артиллерийского полка. По завершении формирования — 14 июля 1941 года, она была передана в состав Лужской оперативной группы войск для прикрытия юго-западных подступов к Ленинграду и с этого момента вступила в тяжелые бои на Лужском оборонительном рубеже. В условиях наступления немецких войск, капитан М. Я. Некрасов с 5 сентября вступил в командование этой дивизией. Пробиваясь из окружения, её остатки лишь середине сентября сумели вырваться к своим войскам. После этого, 27 сентября, дивизия была расформирована в составе 55-й армии Ленинградского фронта. Некоторое время Некрасов считался пропавшим без вести.
После этого капитан Михаил Некрасов с 25 октября 1941 года принял 28-й корпусной артиллерийский ордена Ленина полк, который в составе 55-й и 23-й армий участвовал в оборонительных боях под Ленинградом. С июня 1942 года исполнял должность начальника артиллерии Волховской оперативной группы войск Ленинградского фронта, затем — Волховского фронта. С октября 1942 года исполнял должность заместителя командующего артиллерией 54-й армии этого же фронта. С 12 апреля 1943 года и до конца войны командовал 101-й гаубичной артиллерийской бригадой, входившей в состав 13-й артиллерийской дивизии прорыва 3-й армии Брянского фронта.
Участвовал в Курской битве, в боях под Орлом и Белгородом, в освобождении Украины, в битве за Днепр. В январе-феврале 1945 года бригада и дивизия в составе 3-й гвардейской армии 1-го Украинского фронта участвовала в Сандомирско-Силезской и Нижнесилезской наступательных операциях. В апреле-мае этого же года поддерживала соединения 60-й армии 4-го Украинского фронта в ходе Моравско-Остравской и Пражской наступательных операций, участвовала в освобождении Чехословакии.
После окончания войны полковник М. Я. Некрасов продолжал командовать этой гаубичной бригадой. С июля 1946 года исполнял должность командира 154-й гаубичной артиллерийской бригады в составе 10-й артиллерийской дивизии прорыва Белорусского военного округа в городе Старые Дороги. В июле 1947 года был переведен на должность командира 117-й гаубичной артиллерийской бригады в город Бобруйск; с декабря 1953 года был заместителем командира 16-й пушечной артиллерийской дивизии РВГК.
В апреле 1955 года Михаил Яковлевич был уволен в запас. Сведения о дальнейшей его жизни отсутствуют.

## Награды
- Награждён тремя орденами Красного Знамени, орденом Кутузова 2-й степени, двумя орденами Отечественной войны 1-й степени, орденом Красной Звезды, а также медалями.

## Источник
- Великая Отечественная. Комдивы [Текст] : военный биографический словарь : в 5 т. / Д. А. Цапаев (рук.) и др. ; под общ. ред. В. П. Горемыкина. — М. : Кучково поле, 2011. — Т. 1. — С. 699—701. — 736 с. — 200 экз. — ISBN 978-5-9950-0189-8.